# Torben Lodberg
Torben Lodberg (* 4. September 1929 in Kopenhagen; † 20. Mai 2014) war ein dänischer Journalist, Redakteur und Autor.

## Leben
Der Pflegesohn des Genealogen Thorvald Lodberg (1891–1959) und dessen Frau Ingrid Karla Prahl Lauersen (1896–1975) wurde von 1945 bis 1949 zum Eisenkrämer und Büroangestellten ausgebildet. Die nächsten zehn Jahre arbeitete er als Assistent. 1961 wurde er Sekretär bei Danmarks Socialdemokratiske Ungdom. 1964 wurde er als Journalist bei Socialdemokratiets Nyhedstjeneste angestellt und zudem als Programmmitarbeiter bei Danmarks Radio in der Kinder-, Jugend- und Schulabteilung. Nach einem Jahr wurde er Unter- und Informationschef der Dänischen Flüchtlingshilfe. 1966 wurde er erneut Programmmitarbeiter bei DR.
Am 27. September 1969 heiratete er Inger Aase Skøtt (* 1944). Von 1969 bis 1972 war er Auskunfts- und Informationsmitarbeiter im Schuldirektorenamt in Nuuk, kam also erstmals mit Grönland in Berührung. 1970 wurde er für zwei Jahre Verwaltungsmitglied von Grönlands Pressevereinigung. Ab 1972 war er Freelancer bei Kalaallit Nunaata Radioa und wurde zeitgleich als Zeitungsredakteur der Atuagagdliutit in Kopenhagen angestellt, was er bis 1977 blieb, sowie Mitglied der Presseloge des Folketings. 1973 wurde er außerdem Redaktionssekretär beim Socialistisk Dagblad, wo er bis 1982 blieb. Von 1974 bis 1982 war er Kassierer in der Presseloge der Bürgerrepräsentation in Kopenhagen. 1976 wurde er für zehn Jahre Revisor beim Dänischen Journalistenverband. 1978 verfasste er das Buch Inngili qernertoq („Der schwarze Engel“) mit, das den Streik der gleichnamigen Mine in Maamorilik behandelt. Von 1981 bis 1987 war er ein zweites Mal Kopenhagen-Redakteur der Atuagagdliutit. 1984 wurde er Vizevorsitzender der Grönlandsjournalisten und 1987 erster Vorsitzender. Von 1987 bis 1996 war er weiterhin in der Informationsabteilung der grönländischen Regierung, im Danmarkskontor in Kopenhagen und im 1987 selbstgegründeten grönländischen Pressebüro Tusagassiorfik beschäftigt. 1990 schrieb er das Buch Maarmorilik.
1988 gab er erstmals gemeinsam mit der Regierung das Biografielexikon Grønlands Grønne Bog heraus. Das an Kraks Blå Bog aus Dänemark angelehnte Lexikon, das in regelmäßigen Abständen aktualisiert erscheinen sollte, beschrieb die Lebensläufe wichtiger noch lebender Grönländer und enthielt in der Erstausgabe 294 Biografien. Im Jahr 2000 ging Torben Lodberg in Rente, 2001 wurde das Lexikon das letzte Mal herausgegeben. Am 3. August 2004 erhielt er den Nersornaat in Silber für seinen Einsatz für Grönland. Er verstarb 2014 im Alter von 84 Jahren.